# Anaïs Chevalier
Anaïs Marion Chevalier-Bouchet (Saint-Martin-d'Hères, 12 febbraio 1993) è un'ex biatleta francese.

## Biografia

### Stagioni 2014-2017
Sorella di Chloé, a sua volta biatleta, Anaïs Chevalier in Coppa del Mondo ha esordito il 6 dicembre 2013 a Hochfilzen (27ª in una sprint) e ha ottenuto il primo podio il giorno successivo nella medesima località (3ª in staffetta). Ha esordito ai Giochi olimpici invernali a Soči 2014 piazzandosi 46ª nella sprint e 43ª nell'inseguimento  e non concludendo la staffetta.
Il 30 novembre 2014 a Östersund nella staffetta mista conquista la prima vittoria in Coppa del Mondo. Ha debuttato ai campionati mondiali ad Oslo Holmenkollen 2016 vincendo la medaglia d'argento nella staffetta e classificandosi 26ª nella sprint, 15ª nell'inseguimento, 28ª nell'individuale e 30ª nella partenza in linea. Il 16 dicembre 2016 a Nové Město na Moravě ha ottenuto il primo podio individuale in Coppa del Mondo (2ª nella sprint) e il giorno seguente la prima vittoria, trionfando nell'inseguimento; ai successivi mondiali di Hochfilzen 2017 ha vinto la medaglia d'argento nella staffetta mista, la medaglia di bronzo nella sprint e nella staffetta e si è posizionata 11ª nell'inseguimento, 38ª nell'individuale e 13ª nella partenza in linea.

### Stagioni 2018-2023
Ai XXIII Giochi olimpici invernali di Pyeongchang 2018 ha conquistato la medaglia di bronzo nella staffetta ed è stata 16ª nella sprint, 24ª nell'inseguimento, 28ª nell'individuale e 29ª nella partenza in linea. L'anno seguente ai Mondiali di Östersund 2019 è giunta 32ª nella sprint, 49ª nell'individuale e 8ª sia nella staffetta che nella staffetta mista; dopo la rassegna iridata svedese ha sospeso l'attività agonistica per maternità.
È tornata a gareggiare nella stagione 2020-2021, durante la quale ha partecipato ai Mondiali di Pokljuka 2021 vincendo la medaglia d'argento nella sprint e quella di bronzo nell'inseguimento, piazzandosi 27ª nell'individuale e nella partenza in linea, 8ª nella staffetta e 5ª nella staffetta mista. Ha preso parte ai XXIV Giochi olimpici invernali di Pechino 2022, ai quali ha conquistato la medaglia d'argento nell'individuale e nella staffetta mista e si è posizionata 68ª nella sprint, 19ª nella partenza in linea e 6ª nella staffetta.
L'anno successivo ai Mondiali di Oberhof 2023 ha vinto la medaglia di bronzo nella staffetta mista e si è classificata 24ª nella sprint, 23ª nell'inseguimento, 4ª nella partenza in linea, 12ª nell'individuale e 4ª nella staffetta.
Si è ritirata dall'agonismo nel marzo 2023 all'età di 30 anni.

## Palmarès

### Olimpiadi
- 3 medaglie:
  - 2 argenti (staffetta mista, individuale a Pechino 2022)
  - 1 bronzo (staffetta a Pyeongchang 2018)

### Mondiali
- 7 medaglie:
  - 3 argenti (staffetta[4] a Oslo Holmenkollen 2016; staffetta mista[4] a Hochfilzen 2017; sprint[4] a Pokljuka 2021)
  - 4 bronzi (sprint[4], staffetta[4] a Hochfilzen 2017; inseguimento[4] a Pokljuka 2021; staffetta mista a Oberhof 2023)

### Mondiali juniores
- 1 medaglia:
  - 1 argento (sprint a Kontiolahti 2012)

### Europei
- 1 medaglia:
  - 1 bronzo (staffetta a Otepää 2015)

### Coppa del Mondo
- Miglior piazzamento in classifica generale: 5ª nel 2022
- 43 podi (19 individuali, 24 a squadre), oltre a quelli conquistati in sede iridata e validi anche ai fini della Coppa del Mondo:
  - 13 vittorie (1 individuale, 12 a squadre)
  - 11 secondi posti (5 individuali, 6 a squadre)
  - 19 terzi posti (13 individuali, 6 a squadre)

#### Coppa del Mondo - vittorie
| Data             | Località             | Nazione     | Spec.                                                             |
| ---------------- | -------------------- | ----------- | ----------------------------------------------------------------- |
| 30 novembre 2014 | Östersund            | Svezia      | MX (con Anaïs Bescond, Simon Fourcade e Martin Fourcade)          |
| 24 gennaio 2016  | Anterselva           | Italia      | RL (con Justine Braisaz, Anaïs Bescond e Marie Dorin)             |
| 17 dicembre 2016 | Nové Město na Moravě | Rep. Ceca   | PU                                                                |
| 7 gennaio 2018   | Oberhof              | Germania    | RL (con Anaïs Bescond, Célia Aymonier e Justine Braisaz)          |
| 10 marzo 2018    | Kontiolahti          | Finlandia   | SMX (con Antonin Guigonnat)                                       |
| 17 marzo 2018    | Oslo Holmenkollen    | Norvegia    | RL (con Célia Aymonier, Marie Dorin e Anaïs Bescond)              |
| 19 gennaio 2019  | Ruhpolding           | Germania    | RL (con Julia Simon, Anaïs Bescond e Justine Braisaz)             |
| 17 febbraio 2019 | Salt Lake City       | Stati Uniti | MX (con Quentin Fillon Maillet, Simon Desthieux e Célia Aymonier) |
| 5 dicembre 2021  | Östersund            | Svezia      | RL (con Anaïs Bescond, Julia Simon e Justine Braisaz)             |
| 14 gennaio 2022  | Ruhpolding           | Germania    | RL (con Chloé Chevalier, Justine Braisaz e Julia Simon)           |
| 11 dicembre 2022 | Hochfilzen           | Austria     | RL (con Lou Jeanmonnot, Chloé Chevalier e Julia Simon)            |
| 8 gennaio 2023   | Pokljuka             | Slovenia    | MX (con Fabien Claude, Quentin Fillon Maillet e Julia Simon)      |
| 22 gennaio 2023  | Anterselva           | Italia      | RL (con Lou Jeanmonnot, Chloé Chevalier e Julia Simon)            |

Legenda:

PU = inseguimento

RL = staffetta

MX = staffetta mista

SMX = staffetta singola mista